# Spermageddon
Spermageddon er en norsk animationsfilm fra 2024, der er instrueret af Tommy Wirkola og Rasmus A. Sivertsen. Den omhandler i humoristisk form to teenagere, der har sex for første gang, og resultatet af deres handlinger.
Filmen havde oprindeligt dansk premieredato d. 9. januar 2025, men den blev senere rykket til d. 6. marts samme år.

## Handling
Filmen følger teenagerne Jens og Lisa, som pludselig må stå ansigt til ansigt med en knapt så heldig situation, efter at de har haft sex for første gang. Samtidig følger filmen en stime insisterende sædceller og især de to sædceller Simen og Cumilla, der kæmper sig vej gennem både et kondom og sæddræbende creme for at nå frem til deres destination.

## Danske stemmer
- Rasmus Botoft
- Jens Sætter-Lassen
- Neel Rønholt
- Frederik Cilius
- Rasmus Bruun
- Torben Chris
- Eva Jin
- Elisa Lykke
- Mark Le Fevre
- Caspar Phillipson

## Modtagelse

### Debat om aldersgrænser
Grundet filmens emne og målgruppe havde den inden den danske premiere skabt debat i både Norge og Sverige, hvor nogle krævede at den blev fjernet fra biograferne. I Norge var aldersgrænsen for adgang til filmen sat til 12 år og i Sverige til 11 år. Selvom aldersgrænsen i begge lande var betydelig højere end den anbefalede 7-års grænse i Danmark, var der i både Norge og Sverige underskriftindsamlinger, der helt ville have filmen fjernet fra biograferne. Medierådet for Børn og Unge, der fastsætter censurgrænserne for de enkelte film i Danmark, vurderede dog, at filmen kun kunne virke skræmmende for børn under syv år. Den danske distributionschef hos SF Studios, der viste filmen, mente, at forskellene demonstrerede, at der i Danmark var en mere frisindet tradition, som ikke fandtes i nabolandene. Filmens instruktører slog fast, at filmen var rettet imod unge og ikke børn, men takkede for medieomtalen, som de mente, var en helt ubetalelig reklame.

### USA
På det amerikanske websted Rotten Tomatoes, der opsummerer amerikanske mediers filmanmeldelser, var 6 ud af i alt 7 indsamlede anmeldelser positive med en gennemsnitlig vurdering på 6,3 ud af 10 mulige point.

### Danmark
Filmmagasinet Ekko gav filmen fem stjerner ud af seks og mente, at filmen var hjertevarmende underholdning fyldt med nyttig viden, gode grin og højdramatisk action, men dog ikke dybt original i forhold til tidligere film i genren fra bl.a. Woody Allen. Berlingske gav filmen fire stjerner og syntes, at den talte de unges sprog uden skam og blusel - så meget, at anmelderen med henvisning til debatten om filmen og dens aldersgrænse i Norge og Sverige mente, at den danske aldersgrænse måske burde være højere end de vedtagne syv år. I Politiken vurderede anmelderen Nanna Frank Rasmussen, at filmen var i skridthøjde med målgruppen på 12-18-årige, men at den blev lige lovlig liderlig over sig selv, sin frækhed og sine lumre ordspil, hvilket i længden blev trættende, og gav filmen tre hjerter. Dagbladet Information skrev, at avisens filmredaktør Christian Monggaard havde vurderet, at filmen var for kunstnerisk uinteressant til, at bladet skulle bruge spalteplads på at anmelde den.